# Cyanocompsa parellina
Cyanocompsa parellina é uma espécie de passeriforme da família Cardinalidae, os cardeais ou grosbeaks-cardeais. É encontrada em Belize, El Salvador, Guatemala, Honduras, México e Nicarágua. É a única espécie do gênero Cyanocompsa.